# Суха гра
Суха гра, також шатаут (англ. Shutout) у хокеї з шайбою — гра, в якій команда не віддала супротивникові жодного очка, як наприклад, гра без пропущеного гола у футболі. Традиційно суха гра вважається заслугою воротаря.
У НХЛ рекордсмен за кількістю шатаутів у регулярних іграх — Мартін Бродер, у скарбничці якого 125 матчів, проведених без жодної пропущеної шайби. Інколи рахують і сухі хвилини.